# VESA BIOS Extensions
VESA BIOS Extension (VBE) je standardizované rozšíření základních služeb VIDEO BIOSu konsorciem VESA. Vzhledem k tomu, že většina moderních operačních systémů dnes využívá vlastní grafické ovladače, nejsou již služby VESA BIOSu často používány – VBE se používalo zejména v operačním systému MS-DOS.

## Verze 1.0
- první veřejná verze

## Verze 1.2
- stará verze podporovaná většinou grafických karet
- přístup na více než 64 KiB video RAM pomocí Bankswitching (přepínání paměťových bank)
- množina standardních rozlišení (640×480, 800×600, 1024×768, …)
- u některých karet podporujících pouze verzi 1.2 lze pomocí rezidentního TSR ovladače (např. UniVBE) emulovat podporu VESA BIOSu verze 2.0

## Verze 2.0
- hlavní inovace: LFB (Linear frame buffering) – přístup k videopaměti jako k poli po sobě jdoucích pixelů – není nutno přepínat paměťové banky
- rozšiřuje množinu různých módů grafického rozlišení (např. 320×240, 512×384 apod.)
- většinu služeb lze volat i z chráněného módu (Protected Mode) procesu (i386)
- více RAM (cca 4MB … 16MB), 24- a 32bitové módy

## Verze 3.0
- lepší přístup z chráněného módu

## Verze 3.0 AI
- neujala se